# Nistra coelatalis
Nistra coelatalis là một loài bướm đêm trong họ Crambidae. Chúng là loài duy nhất trong chi Nistra, vốn trước đây được phân loại vào chi Agrotera.